# Лимилнганские языки
Лимилнганские языки (Limilngan) — малочисленная семья австралийских языков, на которых говорят в северной Австралии. Эта группа насчитывает два языка, лимилнган и вулна, у которых с 1981 были только три и один носителей соответственно; к настоящему времени они могут быть исчезнувшими.